# Aisberg albastru

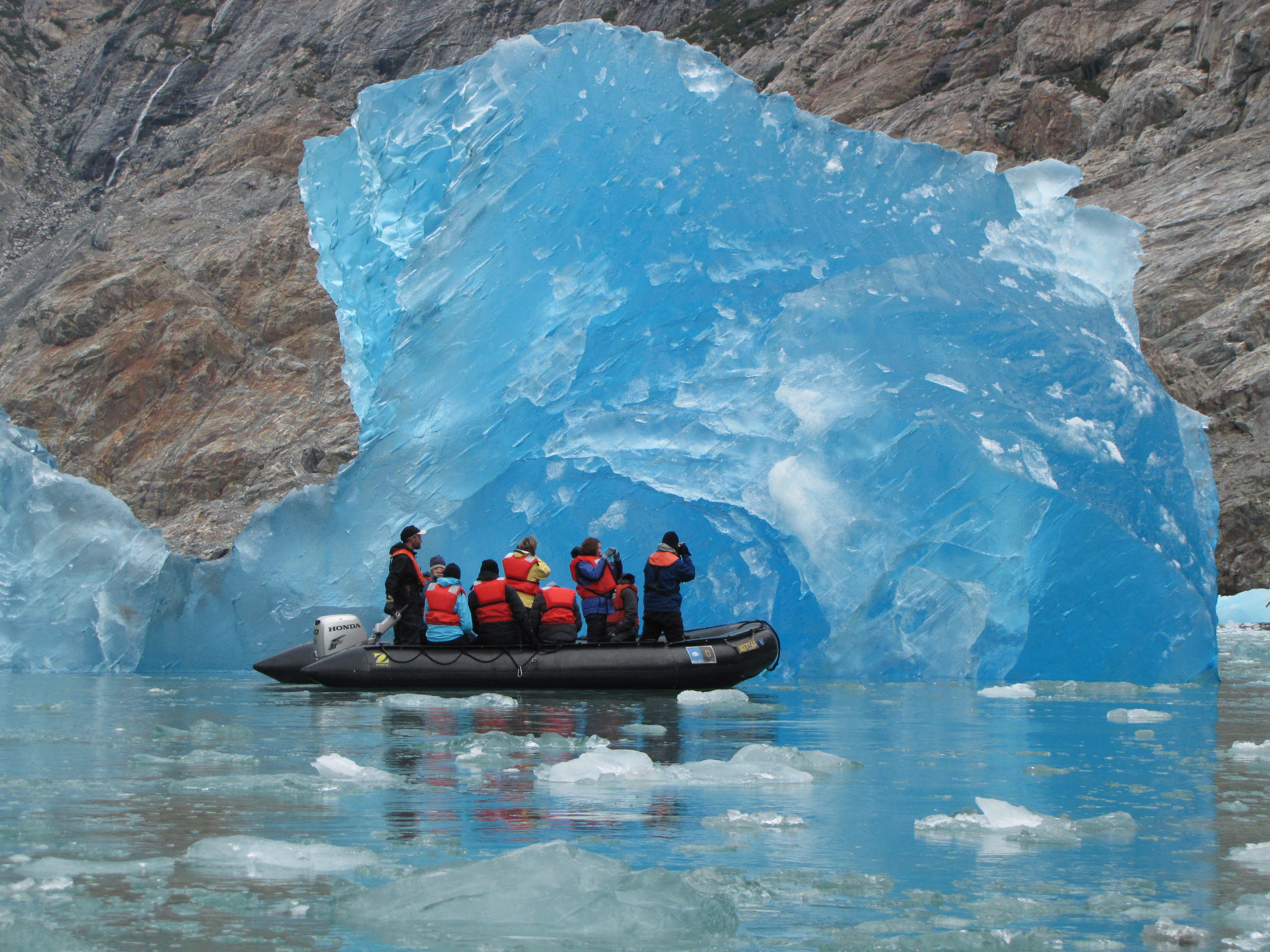
Aisberg albastru descoperit în timpul expediției științifice pe coasta Alaska, 2010

Un aisberg albastru este vizibil după ce gheața de deasupra apei se topește, provocând răsturnarea porțiunii netede de gheață de sub apă. Gheața albastră se formează din comprimarea zăpezii pure, care apoi se dezvoltă în gheață glaciară.
Aisbergurile pot părea și albastre din cauza refracției luminii și a vârstei. Aisbergurile mai vechi dezvăluie nuanțe vii de verde și albastru, rezultate din concentrația mare de culoare, microorganisme și gheață compactă. Unul dintre cele mai cunoscute aisberguri albastre se odihnește în apele fiordului Sermilik, lângă Groenlanda. Este descris ca un aisberg albastru electric și este cunoscut de localnici drept „diamantul albastru”.

## Fizica luminii și a culorii
Aisberguri albe

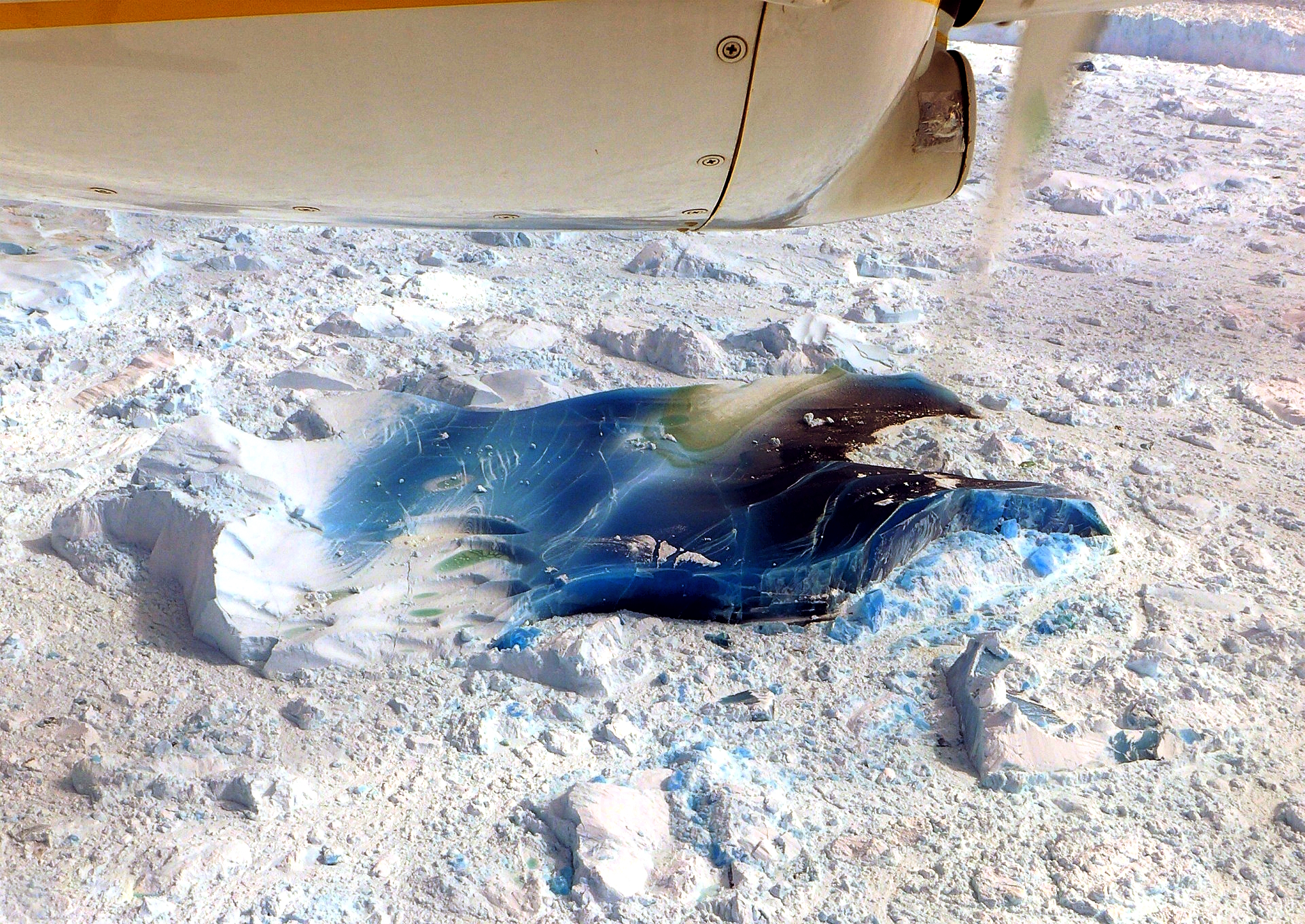
Aisberg albastru văzut în fiordul de gheață Ilulissat, 2015

Aisbergurile albe observate în mod obișnuit își au în general culoarea din zăpada și gheața rămasă la suprafață, ceea ce are ca rezultat reflectarea uniformă a luminii incidente. Ghețarii tineri care nu au suferit ani de compresie, pot apărea și ei albi. Datorită vârstei pe aisberg rămân o cantitate enormă de aer și suprafețe reflectorizante. Aisbergul reflectă cu ușurință soarele ca lumină albă.
Absorbție preferențială a luminii și vârstă
Aisbergurile albastre se dezvoltă din ghețari mai vechi, adânci, care au suferit o presiune uriașă experimentată de sute de ani. Procesul eliberează și elimină aerul care a fost inițial prins de gheață prin căderea zăpezii. Prin urmare, aisbergurile care s-au format din ghețari mai vechi au puțin aer intern sau suprafețe reflectorizante. Când lumina cu lungime de undă lungă (adică roșie) de la soare lovește aisbergul, aceasta este absorbită, mai degrabă decât reflectată. Lumina transmisă sau refractată prin gheață revine ca albastru sau albastru-verde. Ghețarii mai vechi reflectă, de asemenea, lumina incidentă de preferință la capătul lungimii de undă scurte a spectrului (adică albastru) datorită împrăștierii Rayleigh, în același mod în care face ca cerul să fie albastru.
Spectrul de culori și apă
Lumina este absorbită și reflectată în apă. Lumina albă vizibilă este formată dintr-un spectru de culori din curcubeu, variind de la roșu la violet. Pe măsură ce lumina călătorește prin apă, undele de lumină de la capătul roșu al spectrului se disipează (adică sunt absorbite), în timp ce cele de la capătul albastru devin mai proeminente.
Scafandrii subacvatici au experiență directă a acestor efecte. Deasupra apei rămân vizibile toate culorile. Pe măsură ce scafandrul înoată mai adânc sub apă, culorile încep să dispară, începând cu roșu. La o adâncime de aproximativ 30 picioare (9,1 m), roșul nu mai este vizibil cu ochiul liber. La 75 picioare (23 m), galbenul arată verzui-albastru, deoarece apa a absorbit lumina galbenă. În cele din urmă, tot ceea ce rămâne vizibil cu ochiul liber, apare ca o mutație de albastru sau verde, în timp ce apa de deasupra suprafeței filtrează lumina soarelui. Pe măsură ce scafandrul înoată mai adânc în ocean, el descoperă că culorile albastre încep să dispară, până la punctul în care lumea subacvatică, adânc sub suprafață, devine complet neagră, lipsită de orice culoare.

## RMSTitanic
Din 1912, rapoartele făcute de martorii tragediei navei RMS Titanic au afirmat că ea a lovit un aisberg albastru. În urma scufundării și descoperirii ulterioare a Titanicului, cercetările științifice și analizele criminalistice au reconstruit tragedia pentru a stabili fiabilitatea declarațiilor făcute de supraviețuitori. Rapoartele publicate în ultimul deceniu al secolului al XX-lea au arătat că un aisberg albastru din Atlanticul de Nord ar fi fost ușor de detectat. Teoriile alternative sugerează că gheața, mai degrabă decât un aisberg albastru, a fost responsabilă pentru scufundarea navei. 